# Smrčina (kastély)

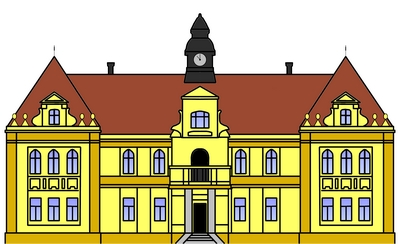
A kastély 1912-beli állapotának vázlatos rajza.

A Smrčina kastély (németül Sorg) egykori épülete Aš-tól 3 kilométerre északra, a mai Podhradí és Krásná települések között állt Csehországban a Karlovy Vary-i kerületben a Chebi járásban. A kastélyt 1963-ban lebontották.

## Története
A középkori települést 1290-ben említik elsőként, ekkor a voigtlandi Machwitz Otto tulajdonába került. Erődjét is ez idő tájt építették fel, mely fennállt egészen a 17. századig, amikor is lebontották. A birtok következő tulajdonosa a Neuberg-család, majd a Zedtwitz-család lett. Barokk stílusú kastélyát Josef Zedtwitz építtette 1690-ben. A nyári rezidenciaként szolgáló kastélyt a Zedtwitzek bővítették, emeleti szinttel látták el, közelében gazdasági épületeket emeltek. A hétéves háború idején császári csapatok állomáshelye volt. A 19. század végén ismét átépítették, az egyszárnyas épületet közép- és sarokrizalitokkal díszítették. A kastély parkjára néző középső rizaliton félköríves erkély helyezkedett el. A pénzügyi gondokkal küszködő Zedtwitz-család 1911-ben egy jómódú aschi gyárosnak, Wilhelm Fischer-nek adta el, kinek tulajdonában volt az épület 1945-ben bekövetkező államosításáig. Ezt követően az állami gazdaság irodái és üzemi étkezdéje működtek falai között. Az épület állaga az 1960-as évek kezdetére oly mértékben leromlott, hogy biztonsági okokból 1963-ban lebontották. Mára a kastély maradványai teljesen eltűntek, helyén mezőgazdasági építmények vannak.

## Fordítás
- Ez a szócikk részben vagy egészben a Smrčina (zámek) című cseh Wikipédia-szócikk ezen változatának fordításán alapul.  Az eredeti cikk szerkesztőit annak laptörténete sorolja fel. Ez a jelzés csupán a megfogalmazás eredetét és a szerzői jogokat jelzi, nem szolgál a cikkben szereplő információk forrásmegjelöléseként.